# Sinaia
Sinaia – miasto w centralnej części Rumunii, w okręgu Prahova. Sinaia leży około 60 km na północny zachód od Ploeszti i 50 km na południe od Braszowa, w dolinie rzeki Prahova, u stóp gór Bucegi. Według spisu ludności z 2002 roku miasto zamieszkiwane jest przez 12 512 osób. Znaczna większość mieszkańców jest wyznania prawosławnego. Rumuni stanowią 98.9% populacji, drugą najliczniejszą grupą są Węgrzy – 0,7%.
Znajduje się tam pałac Peleș o architekturze w stylu bawarskim, prywatna własność byłego króla Michała I. Król zgodził się otworzyć pałac dla zwiedzających w zamian za odpowiednie wynagrodzenie dla rodziny królewskiej. W skład kompleksu wybudowanego dla rumuńskiej rodziny królewskiej wchodzi także pałac Pelișor.
Urodzili się tu między innymi dwaj królowie Rumunii: Michał I i Karol II, a także książę Mikołaj Rumuński.
29 grudnia 1933 na dworcu kolejowym w Sinaia w zamachu przeprowadzonym przez członków Żelaznej Gwardii zginął ówczesny premier Rumunii, Ion Duca.
W mieście rozwinął się przemysł maszynowy, drzewny, materiałów budowlanych oraz spożywczy.

## Współpraca
- Aosta, Włochy

## Galeria

Sinaia
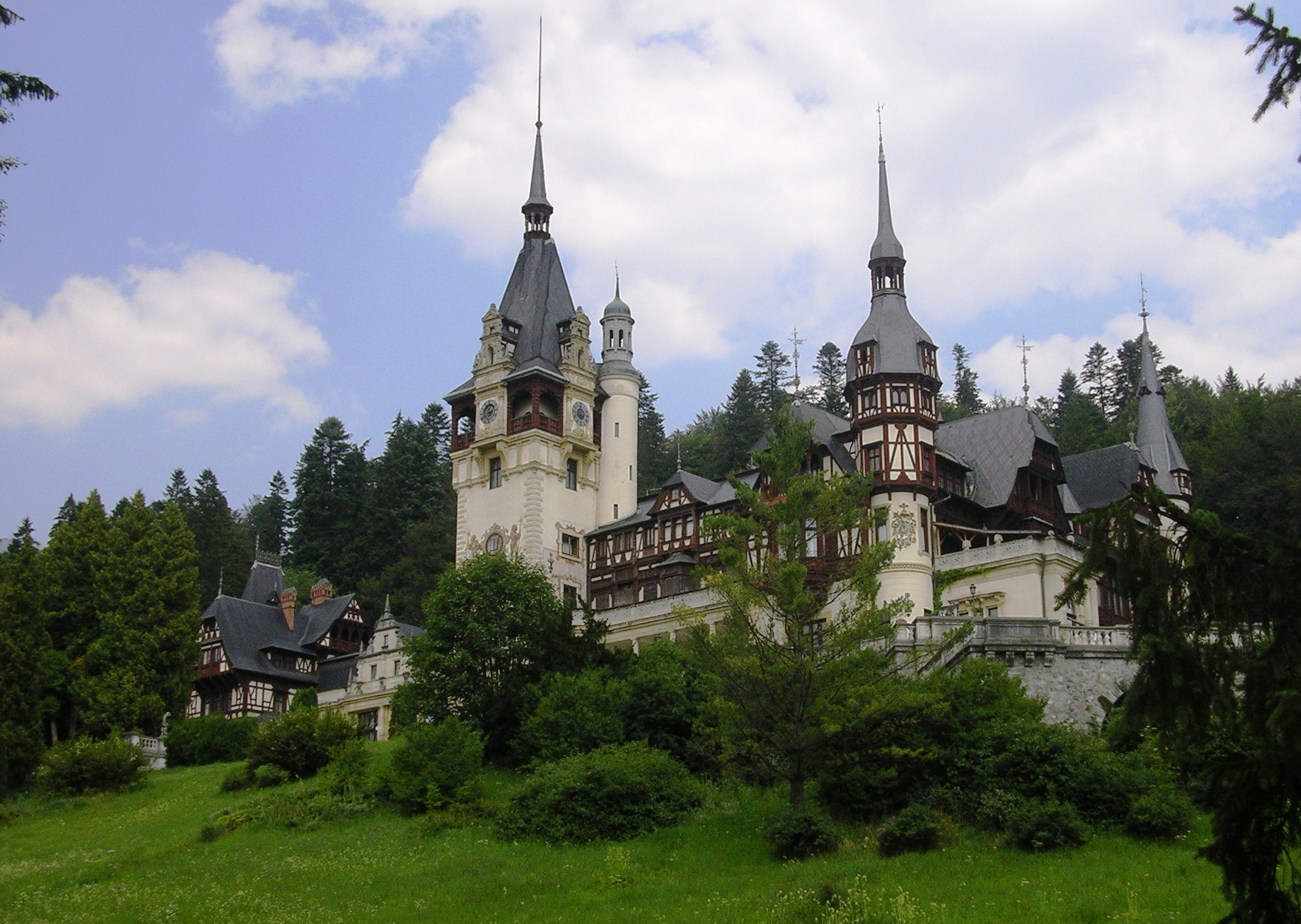
Pałac Peleș
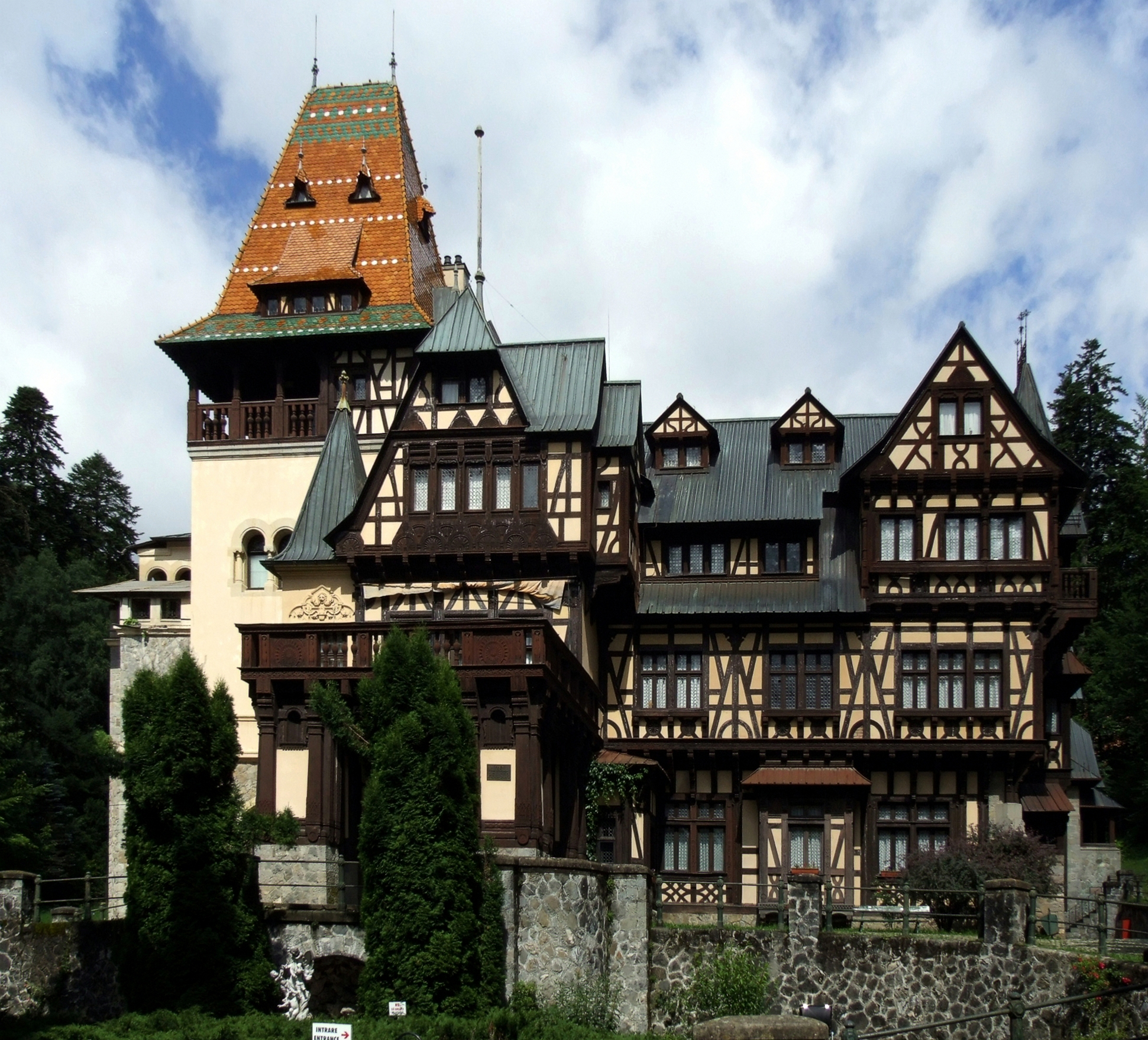
Pałac Pelișor
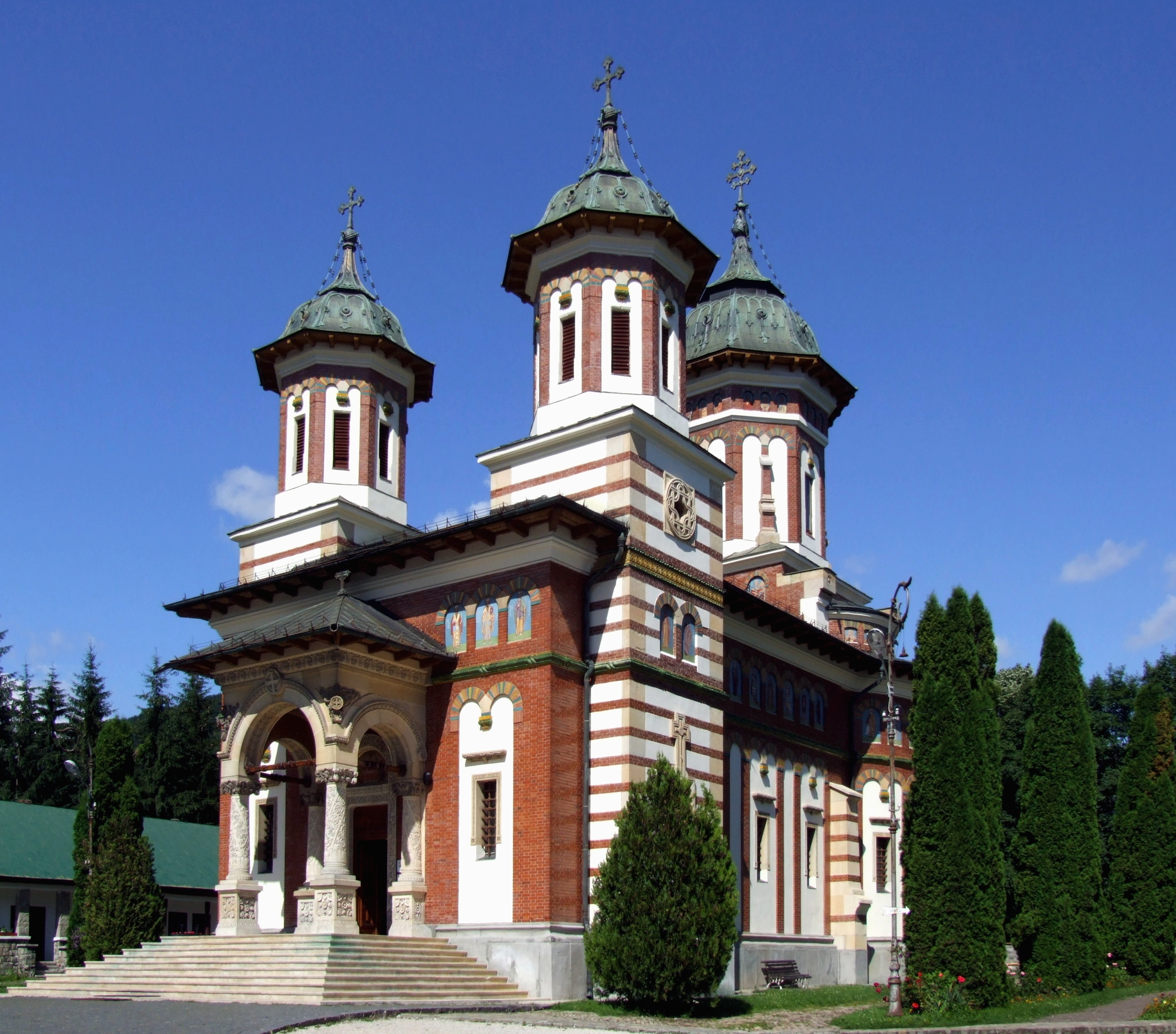
Monastyr w Sinaia
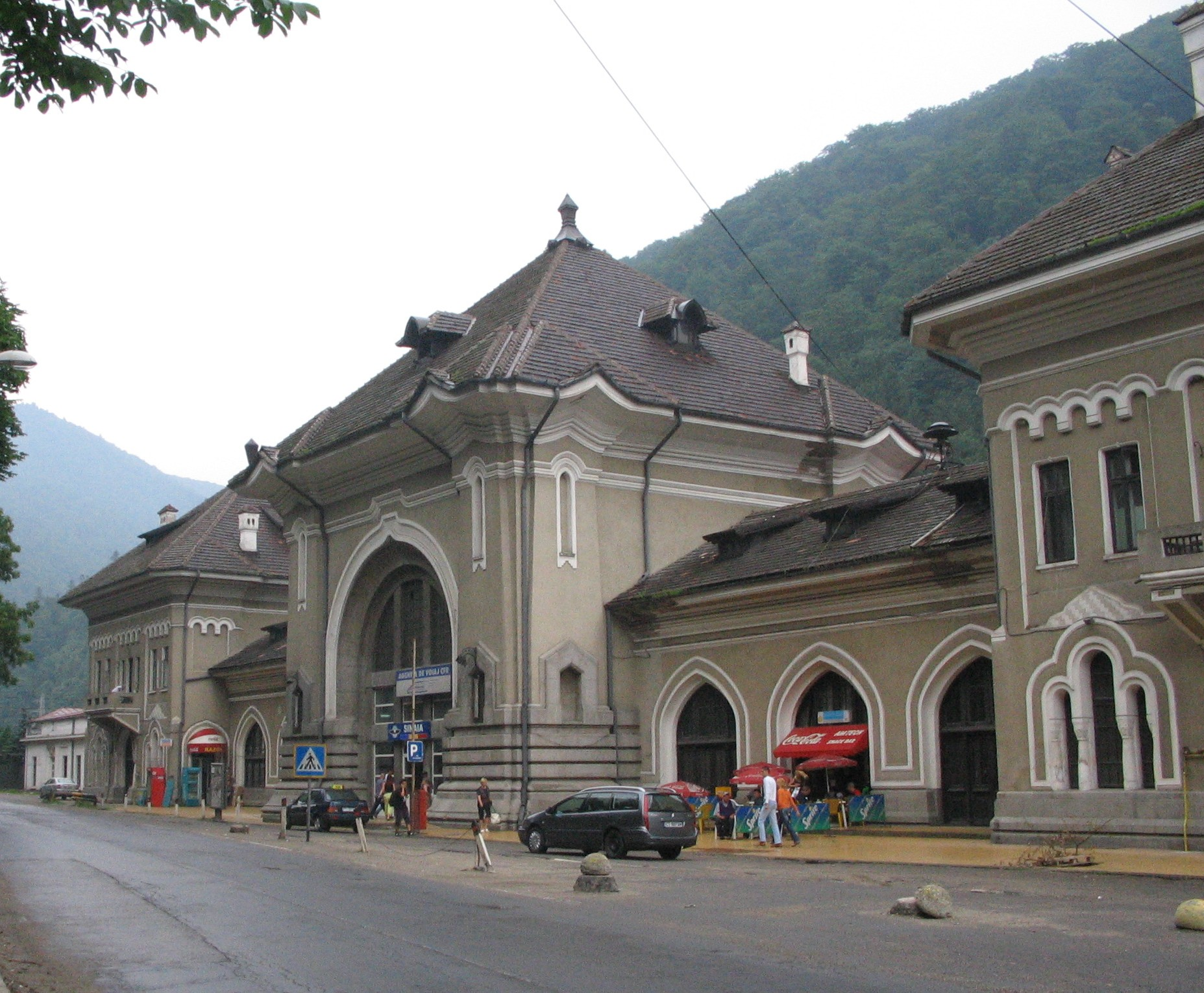
Dworzec kolejowy
Kasyno Sinaia